# Marion (Massachusetts)
Marion – miasto w Stanach Zjednoczonych, w stanie Massachusetts, w hrabstwie Plymouth.